# برت رابسون
برت رابسون (انگلیسی: Bert Robson؛ ۱۴ نوامبر ۱۹۱۶ – ژانویه ۱۹۹۰ (۷۳ ساله)) بازیکن فوتبال بود.